# プラトニック・ラブ

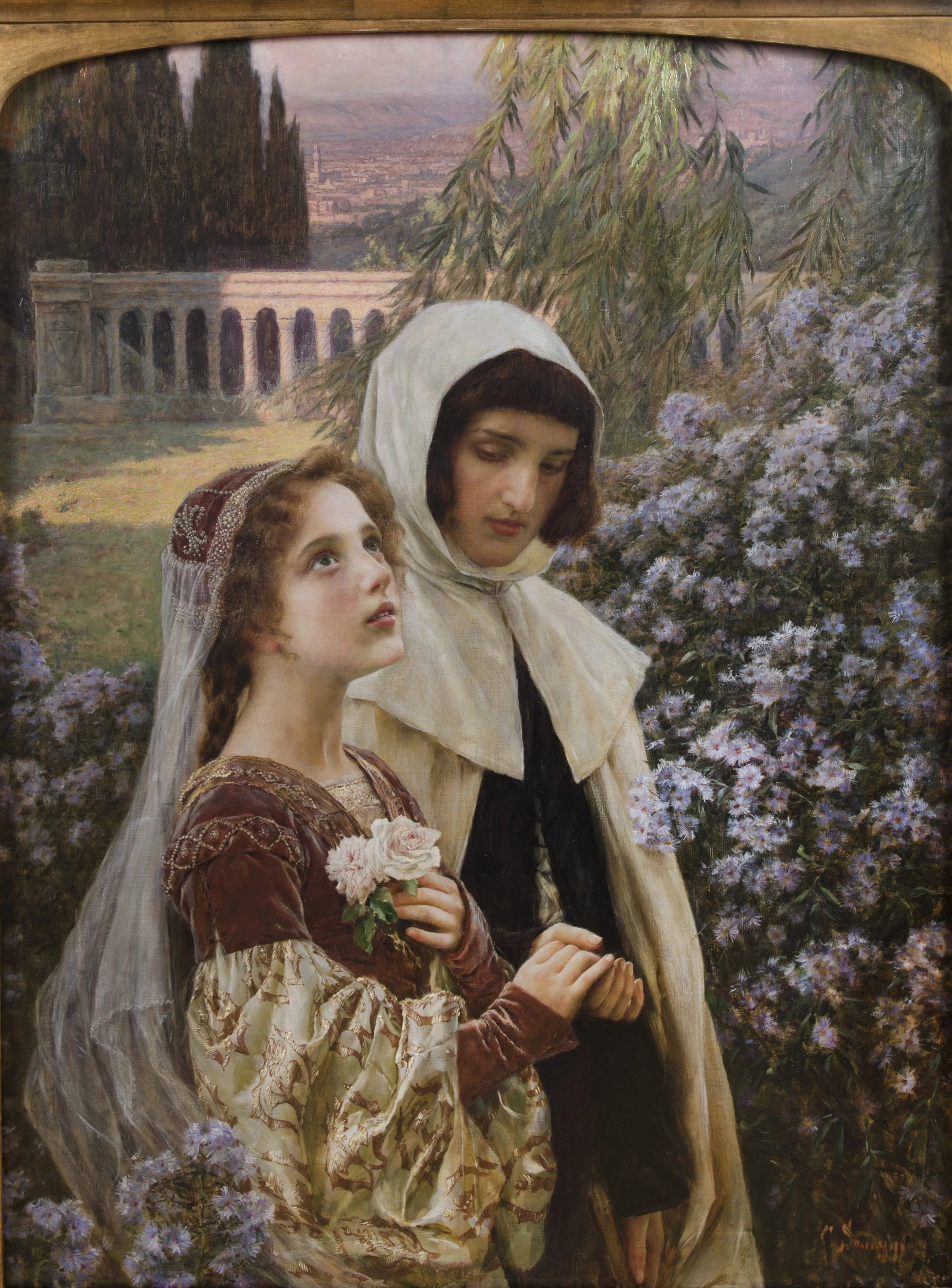
文学におけるプラトニックラブの最も有名な例は、ダンテ・アリギエーリのベアトリーチェ・ポルティナリへの愛である。上図は、ダンテとベアトリーチェが献身的なカップルとして描かれているチェザーレ・サッカッジの作品。

プラトニック・ラブ（英語: Platonic love）とは、肉体的な欲求を離れた、精神的恋愛（せいしんてきれんあい）のことである。かつては、好き合った男女同士でも結婚までは純潔を保つべきである、として結婚までは精神的な愛を理想と考える向きが強かった。そのため、それをプラトニックと呼んだが、現在においては本質的ではなく、死語と化している。アメリカ合衆国ではキリスト教右派の思想により、純潔運動に参加する若者も多い。

## 起源
プラトニックとは「プラトン的な」という意味で、古代ギリシアの哲学者プラトンの名が冠されているが、プラトン自身が純潔を説いた訳ではない。プラトンの時代にはパイデラスティアー（paiderastia、少年愛）が一般的に見られ、プラトン自身も男色者として終生「純潔」というわけではなかった。プラトンは『饗宴』の中で、男色者として肉体（外見）に惹かれる愛よりも精神に惹かれる愛の方が優れており、更に優れているのは、特定の1人を愛すること（囚われた愛）よりも、美のイデアを愛することであると説いた。
ルネサンスの時代にフィレンツェの人文主義者、マルシリオ・フィチーノによってプラトンの著作がラテン語に翻訳され、プラトンの思想（実際には独自に解釈されたもの）が大きな影響を持つようになった。フィチーノは『饗宴』の注釈書の中で、アモル・プラトニクス（amor platonicus）という言葉を使った。プロティノスが説くように、人間を含む万物は一者（神）から流出したものであるが、人間はその万物のうちにある美のイデアを愛することによって結果的に一者を愛し、一者の領域に（エクスタシーを経て）近づいてゆくことができると考えられた。そして、この言葉が転用され、男女間の禁欲的・精神的な愛を指すようになっていった。
心理学者の宮城音弥は、人間のすべてがプラトニック・ラブの傾向を持っているが、純粋なプラトニック・ラブは正常者のうちにはほとんど見出すことができず、ある種の性格異常者のうちに存在していると指摘している。例えば、既婚男性であるのにもかかわらず不倫をする場合、このような性格異常に該当する。

### 西洋のプラトニックラブ
- 中世の騎士道では、貴婦人に対する精神的な愛が強調されていた。
- 詩人は女性に対する精神的な愛を歌うものであった（ダンテにとってのベアトリーチェ、フランチェスコ・ペトラルカにとってのラウラ）。
- こうした、愛に対する姿勢の伝統の背後にあるキリスト教の精神（十戒の一つ、汝姦淫するなかれ、など）との連関でも、プラトニック・ラブが解釈されたものと考えられる。
- 英語の早い例では劇作家ウィリアム・ダヴェナント（Sir William Davenant）の喜劇 "Platonic Lovers"（1636）がある[3]。
- アンブローズ・ビアスは「プラトニック・ラブとは、不能と不感症の間の愛情を指す、馬鹿がつけた名前である」と風刺している[4]。
- ゲーテのシャルロッテ・フォン・シュタイン夫人とのプラトニックラブもよく知られている。ただ、これは肉体関係を持つと人妻であるため不道徳になってしまうためだと考えられている。

### 日本のプラトニックラブ
- 北村透谷は「悲しくも我が文学の祖先は、処女の純潔を尊とむことを知らず」と遊里を賛美するような江戸文芸の風潮を嘆いた（『処女の純潔を論ず』1892年）。

## 文献情報
- 永嶋哲也「愛の発明と個の誕生──思想史的な観点から──」比較思想論輯2004.6